# Quảng Trạch
Quảng Trạch är ett administrativt område i den vietnamesiska provinsen Quang Binh. Totalt har området ett invånarantal på 199 000 (2007) och en area på 612 km². Administrativa ligger i Ba Đồnstaden.